# Michael Kelly (aktor)
Michael Joseph Kelly (ur. 22 maja 1969 w Filadelfii) – amerykański aktor filmowy i telewizyjny.
Urodził się w Filadelfii jako syn Michaela i Maureen. Absolwent Brookwood High School w Snellville, studiował następnie na Coastal Carolina University. Uzyskał członkostwo w stowarzyszeniu Actors Studio.
Debiutował w połowie lat 90., regularnie zaczął grywać od 1998. Wystąpił m.in. w Świcie żywych trupów, Prawie zemsty, Kronice i Iluzji. Zagrał także jedną z głównych ról w Oszukanej. Popularność przyniosły mu role w produkcjach telewizyjnych takich jak Generation Kill: Czas wojny i Criminal Minds: Suspect Behavior. W 2013 wcielił się w postać Douga Stampera w serialu House of Cards.

## Filmografia

### Filmy
- 1998: Origin of the Species jako Fisher
- 1998: River Red jako Frankie
- 1999: Człowiek z księżyca jako Michael Kaufman
- 2000: Niezniszczalny jako lekarz na ostrym dyżurze
- 2003: E.D.N.Y. jako Anderson
- 2004: Świt żywych trupów jako CJ
- 2005: Loggerheads jako George
- 2005: Życie Carlita – Początek jako Rocco
- 2006: Champions jako Mitchell
- 2006: Vince niepokonany jako Pete
- 2007: Mr. and Mrs. Smith jako Hector
- 2007: Szukając miłości jako Facet
- 2007: Tooth and Nail jako Viper
- 2008: Oszukana jako detektyw Lester Ybarra
- 2008: Ulica Narrows jako Danny
- 2009: Słyszeliście o Morganach? jako Vincent
- 2009: Prawo zemsty jako Bray
- 2009: Washingtonienne jako Paul Movius
- 2009: Defendor jako Paul Carter
- 2009: The Afterlight jako Andrew
- 2009: Piętno przeszłości jako Gary
- 2010: Uczciwa gra jako Jack McAllister
- 2011: Władcy umysłów jako Charlie Traynor
- 2012: Kronika (Chronicle) jako Richard Detmer
- 2013: Iluzja jako agent Fuller
- 2013: Człowiek ze stali jako Steve Lombard
- 2015: Sekret w ich oczach jako Reg Siefert
- 2015: Everest jako Jon Krakauer
- 2016: Viral jako Michael Drakeford
- 2018: All Square jako John
- 2021: W strefie wojny jako Eckhart

### Seriale
- 2000: Poziom 9 jako Wilbert 'Tibbs' Thibodeaux
- 2004: The Jury jako Keen Dwyer
- 2005: Kojak jako detektyw Bobby Crocker
- 2006: Rodzina Soprano jako agent FBI Ron Goddard
- 2008: Generation Kill: Czas wojny jako kapitan Bryan Patterson
- 2011: Zabójcze umysły: Okiem sprawcy jako Jonathan „Prophet” Simms
- 2011: Impersonalni jako Mark Snow
- 2013: House of Cards jako Doug Stamper
- 2016: Czarne lustro jako Arquette
- 2017: Długa droga do domu  jako Gary Volesky
- 2017: Tabu jako Dumbarton
- 2019: Tom Clancy’s Jack Ryan jako Mike November
- 2020: The Comey Rule jako Andrew McCabe